# آنچیک
آنچیک (به لاتین: Anchik) یک منطقهٔ مسکونی در روسیه است که در داغستان واقع شده‌است.